# Pelochrista emaciatana
Pelochrista emaciatana es una especie de polilla perteneciente al género Pelochrista, categorizada en la tribu Eucosmini, de la subfamilia Olethreutinae.

## Distribución
Se distribuye por Estados Unidos.

## Taxonomía
Fue descrita por Walsingham en 1884 y publicada por primera vez en Trans. ent. Soc. Lond. 1884: 137.